# Norma Feye
Norma Feye (geboren 1975 im Ruhrgebiet) ist eine deutsche Schriftstellerin. Bekannt ist sie als Autorin von Science-Fiction und Fantasy. Sie wohnt mit ihrem Mann im Kreis Recklinghausen.

## Bibliografie
O.R.I.O.N. Space Opera (Science-Fiction-Romanserie)
- 4 Sterbende Sonne. Arunya-Verlag, Lübeck 2016, ISBN 978-3-95810-006-0.
- 6 Himmelfahrt. Arunya-Verlag, Köngen 2017, ISBN 978-3-95810-009-1.

Einzelromane
- Dhelian : Die andere Wirklichkeit. ToMa-Edition, Bodolz 2009, ISBN 978-3-940367-37-2.
- Ghetto 7. Oldigor, Rhede 2014, ISBN 978-3-95815-013-3.
- Nachtwanderer. Fabylon, Markt Rettenbach 2017, ISBN 978-3-943570-70-0.
- Bloodspell – Es lebe die Nacht! beHEARTBEAT by Bastei Entertainment, Köln 2017, ISBN 978-3-7325-3799-0.